# 2019年のMLBオールスターゲーム
2019年のMLBオールスターゲーム(英語: The 2019 Major League Baseball All-Star Game)はアメリカンリーグとナショナルリーグの間で行われた90回目のオールスターゲームである。2019年7月9日にクリーブランド・インディアンスの本拠地プログレッシブ・フィールドで行われた。監督は、アメリカン・リーグはボストン・レッドソックスのアレックス・コーラ監督、ナショナル・リーグはロサンゼルス・ドジャースの監督デーブ・ロバーツが2年連続で務めた。

## 経緯
2017年1月27日に、クリーブランドが開催地になることをMLBコミッショナーのロブ・マンフレッドが発表した。クリーブランドでオールスターゲームが開催されるのは6回目で、最多開催都市になった。球団としては1997年以来、アメリカンリーグの球団としては2014年以来のホストとなる。試合が行われるプログレッシブ・フィールドは開場25周年となり、オールスターゲーム開催は2度目である。

## 凡例
表中の守備の項は守備位置を示し以下の略記で示す。
- SP:先発投手 RP:救援投手 P:投手 C:捕手 1B:一塁手 2B:二塁手 SS:遊撃手 3B:三塁手 RF:右翼手 CF:中堅手 LF:左翼手 OF:外野手 DH:指名打者
- 表中のチーム名の略称についてはチームの表記参照。
- †：出場辞退 ‡：代替選出

## 選出選手
一次投票が5月28日から6月21日にかけて行われた。そこで各ポジションの上位3名が最終候補として選出された。最終投票は6月26日正午から27日午後4時に開催され、先発出場選手が決められた。
投手と残りの野手は、選手間投票と監督推薦で選ばれた。全出場選手が6月30日に発表された。

### 投票選出選手一覧
| 守備 | 選手（チーム）                       |
| ---- | ------------------------------------ |
| C    | ウィルソン・コントレラス (CHC)       |
| C    | ヤズマニ・グランダル (MIL)           |
| C    | J.T・リアルミュート (PHI)            |
| 1B   | フレディ・フリーマン (ATL)           |
| 1B   | ピート・アロンソ (NYM)               |
| 1B   | ジョシュ・ベル (PIT)                 |
| 1B   | マックス・マンシー（LAD）‡           |
| 2B   | ケーテル・マルテ (ARI)               |
| 2B   | ジェフ・マクニール (NYM)             |
| 2B   | マイク・ムスタカス (MIL)             |
| 3B   | ノーラン・アレナド (COL)             |
| 3B   | クリス・ブライアント (CHC)           |
| 3B   | アンソニー・レンドン (WSH)†          |
| SS   | ハビアー・バエズ (CHC)               |
| SS   | ポール・デヨング (STL)               |
| SS   | トレバー・ストーリー (COL)           |
| OF   | ロナルド・アクーニャ・ジュニア (ATL) |
| OF   | コディ・ベリンジャー (LAD)           |
| OF   | クリスチャン・イエリッチ (MIL)       |
| OF   | デビッド・ダール (COL)               |
| OF   | チャーリー・ブラックモン (COL)       |

| 守備 | 選手（チーム）                 |
| ---- | ------------------------------ |
| C    | ゲイリー・サンチェス (NYY)     |
| C    | ジェームズ・マッキャン（CWS）  |
| 1B   | カルロス・サンタナ (CLE)       |
| 1B   | ホセ・アブレイユ (CWS)         |
| 1B   | ダン・ボーゲルバック (SEA)     |
| 2B   | DJ・ルメイユ (NYY)             |
| 2B   | トミー・ラステラ (LAA)†        |
| 2B   | ブランドン・ロウ（TB）‡†       |
| 2B   | グレイバー・トーレス (NYY)‡    |
| 3B   | アレックス・ブレグマン (HOU)   |
| 3B   | マット・チャップマン (OAK)     |
| SS   | ホルヘ・ポランコ (MIN)         |
| SS   | フランシスコ・リンドーア (CLE) |
| SS   | ザンダー・ボガーツ (BOS)‡      |
| OF   | ジョージ・スプリンガー (HOU)   |
| OF   | マイク・トラウト (LAA)         |
| OF   | マイケル・ブラントリー (HOU)   |
| OF   | ムーキー・ベッツ (BOS)         |
| OF   | ジョーイ・ギャロ (TEX)         |
| OF   | オースティン・メドウズ (TB)    |
| OF   | ウィット・メリフィールド（KC） |
| DH   | ハンター・ペンス (TEX)†        |
| DH   | J.D.マルティネス (BOS)‡        |

| 守備 | 選手（チーム）                |
| ---- | ----------------------------- |
| SP   | ジェイコブ・デグロム (NYM)    |
| SP   | クレイトン・カーショウ (LAD)  |
| SP   | 柳賢振 (LAD)                  |
| SP   | サンディ・アルカンタラ (MIA)  |
| SP   | ウォーカー・ビューラー (LAD)  |
| SP   | ルイス・カスティーヨ (CIN)    |
| SP   | マックス・シャーザー (WSH)†   |
| SP   | ザック・グレインキー (ARI)†   |
| SP   | マイク・ソロカ (ATL)          |
| SP   | ソニー・グレイ (CIN)‡         |
| SP   | ブランドン・ウッドラフ (MIL)‡ |
| RP   | ジョシュ・ヘイダー (MIL)†     |
| RP   | ウィル・スミス (SF)           |
| RP   | カービー・イエーツ (SD)       |
| RP   | フェリペ・バスケス (PIT)‡     |

| 守備 | 選手（チーム）                   |
| ---- | -------------------------------- |
| SP   | ジャスティン・バーランダー (HOU) |
| SP   | ルーカス・ジオリト (CWS)         |
| SP   | ジェイク・オドリッジ (MIN)†      |
| SP   | ゲリット・コール (HOU)           |
| SP   | マーカス・ストローマン (TOR)†    |
| SP   | チャーリー・モートン (TB) †      |
| SP   | マイク・マイナー (TEX) †         |
| SP   | ホセ・ベリオス (MIN)‡            |
| SP   | シェーン・ビーバー (CLE)‡        |
| SP   | 田中将大 (NYY)‡                  |
| RP   | ブラッド・ハンド (CLE)           |
| RP   | アロルディス・チャップマン (NYY) |
| RP   | シェーン・グリーン (DET)         |
| RP   | ジョン・ミーンズ (BAL)           |
| RP   | ライアン・プレスリー (HOU)       |
| RP   | リアム・ヘンドリックス (OAK)‡    |

### 先発出場選手
| 打順 | 選手（チーム）                       | 守備 |
| ---- | ------------------------------------ | ---- |
| 1    | クリスチャン・イエリッチ (MIL)       | LF   |
| 2    | ハビアー・バエズ (CHC)               | SS   |
| 3    | フレディ・フリーマン (ATL)           | 1B   |
| 4    | コディ・ベリンジャー (LAD)           | RF   |
| 5    | ノーラン・アレナド (COL)             | 3B   |
| 6    | ジョシュ・ベル (PIT)                 | DH   |
| 7    | ウィルソン・コントレラス (CHC)       | C    |
| 8    | ケーテル・マルテ (ARI)               | 2B   |
| 9    | ロナルド・アクーニャ・ジュニア (ATL) | CF   |
|      |                                      |      |
| 先発 | 柳賢振 (LAD)                         | P    |

| 打順 | 選手（チーム）                   | 守備 |
| ---- | -------------------------------- | ---- |
| 1    | ジョージ・スプリンガー (HOU)     | RF   |
| 2    | DJ・ルメイユ (NYY)               | 2B   |
| 3    | マイク・トラウト (LAA)           | CF   |
| 4    | カルロス・サンタナ (CLE)         | 1B   |
| 5    | J.D.マルティネス (BOS)           | DH   |
| 6    | アレックス・ブレグマン (HOU)     | 3B   |
| 7    | ゲイリー・サンチェス (NYY)       | C    |
| 8    | マイケル・ブラントリー (HOU)     | LF   |
| 9    | ホルヘ・ポランコ (MIN)           | SS   |
|      |                                  |      |
| 先発 | ジャスティン・バーランダー (HOU) | P    |

## 試合経過
|                  | 1 | 2 | 3 | 4 | 5 | 6 | 7 | 8 | 9 | R | H | E |
| ---------------- | - | - | - | - | - | - | - | - | - | - | - | - |
| ナショナルリーグ | 0 | 0 | 0 | 0 | 0 | 1 | 0 | 2 | 0 | 3 | 5 | 0 |
| アメリカンリーグ | 0 | 1 | 0 | 0 | 1 | 0 | 2 | 0 | × | 4 | 8 | 0 |

1. 勝利：田中将大(NYY)
2. セーブ：アロルディス・チャップマン(NYY)
3. 敗戦：クレイトン・カーショウ(LAD)
4. 本塁打
NL：チャーリー・ブラックモン (COL)
AL：ジョーイ・ギャロ(TEX)
5. 審判
［球審］マーク・ウェグナー
［塁審］ブライアン・オノーラ、フィル・クッツィ、ティム・ティモンズ
［外審］D・J・レイバーン、ジョーダン・ベイカー
6. 観客動員数：36,747人 試合時間：2時間48分

### MVP
シェーン・ビーバー (CLE)
- 5回表に3者連続三振を奪った[6]。